# Acalolepta variolaris
Acalolepta variolaris är en skalbaggsart som först beskrevs av Francis Polkinghorne Pascoe 1866.  Acalolepta variolaris ingår i släktet Acalolepta och familjen långhorningar. Inga underarter finns listade i Catalogue of Life.